# Тегаццо, Францишек
Францишек Тегаццо (пол. Franciszek Tegazzo; 1829, Варшава — 26 февраля 1879, Варшава) — польский художник-график.

## Биография
В 1847—1854 учился в Варшавской школе изящных искусств, затем в 1858 окончил с отличием Санкт-Петербургскую академию художеств. Приобрёл известность, главным образом, как портретист, «несравненный мастер тонкого и изящного рисунка». В 1860-70-е годы опубликовал множество портретов (в том числе основанных на фотографиях) в газетах и журналах «Tygodnik Ilustrowany» (с 1868 — его художественный редактор), «Kłosy» и др., а также в российском журнале «Нива» (в том числе портреты Константина Леонтьева, Ивана Крамского и Николая Каразина). В юбилейном тысячном выпуске «Tygodnik Ilustrowany» 23 ноября 1878 года разместил галерею портретов наиболее заметных деятелей польской науки и культуры, участвовавших в этом издании. Кроме того, рисовал жанровые сцены, иллюстрировал книги, в том числе религиозной тематики.